# Сини, Фата
Иефата (Фата) Сини (англ. Iefata (Fata) Sini, родился 24 декабря 1966 года в Самоа) — самоанский регбист и игрок в регбилиг, выступавший на позиции флай-хава.

## Биография
В регбилиг выступал за английские команды «Солфорд Ред Девилз», «Йорк Уоспс», «Донкастер» и «Уэркингтон Таун». В составе «Солфорд Ред Девилз» за сезон Суперлиги 1996 года положил 15 попыток в 16 встречах, в 1997 году занёс в 31 игре 9 попыток. В «Йорк Уоспс» ушёл из-за того, что его исключили из заявок на ряд матчей «Солфорд Ред Девилз».
Первую игру за сборную Самоа сыграл 13 апреля 1995 года против ЮАР в Йоханнесбурге. Сыграл 5 матчей, в том числе 3 матча на чемпионате мира 1995 года, последнюю игру за сборную провёл в четвертьфинале ЧМ против хозяев и будущих чемпионов из ЮАР 10 июня в том же Йоханнесбурге. Занёс две попытке на чемпионате мира в игре против Англии. Также играл за самоанскую сборную в международном турнире по регбилиг-9 1997 года (Мировая суперлига по регбилиг-9), обыграв сборную Великобритании в полуфинале.

## Стиль игры
Отличался большой выносливостью: в 1997 году, по статистическим данным, за все матчи пробежал 2187 м.